# Зофювка (Буський повіт)
Зофювка (пол. Zofiówka) — село в Польщі, у гміні Ґнойно Буського повіту Свентокшиського воєводства.
Населення — 58 осіб (2011).
У 1975-1998 роках село належало до Келецького воєводства.

## Демографія
Демографічна структура на день 31 березня 2011 року:
|          | Загалом | Допрацездатний вік | Працездатний вік | Постпрацездатний вік |
| -------- | ------- | ------------------ | ---------------- | -------------------- |
| Чоловіки | 26      | 5                  | 17               | 4                    |
| Жінки    | 32      | 7                  | 13               | 12                   |
| Разом    | 58      | 12                 | 30               | 16                   |